# 朱遂 (东汉)
朱遂（?—?），东汉官员。
汉順帝陽嘉元年（132年）十月，朱遂官至中山相，不出奉祠北嶽。望都蒲陰狼残害了童兒九十七人。李固對策，引用京房易傳劝谏。汉順帝觉悟，下詔求隐居之人，不久狼災平息。